# Подвійне оподаткування
Подвійне оподаткування (англ. Double taxation) — оподаткування одного об'єкта податку окремого платника податків одним і тим же (аналогічним) податком за один і той же проміжок часу або оподаткування у різних осіб однієї і тієї ж податкової бази зіставними податками.

## Огляд та класифікація
Подвійне оподаткування може існувати як в рамках національної системи податків та зборів, так і на міжнародному рівні. Виникнення подвійного оподаткування в рамках національної системи податків та зборів пов’язане з причинами внутрішнього та зовнішньоекономічного, а також політичного характеру. Причинами виникнення міжнародного подвійного оподаткування є наявність певних економічних передумов та суперечності між податковими законодавствами двох і більше держав. До економічних передумов виникнення та існування міжнародного подвійного оподаткування можна віднести:
- значне поширення міжнародної економічної діяльності та інвестування закордоном;
- ріст ставок податку на доходи до такого рівня, що подвійне оподаткування стає значною перепоною для господарського обороту.

Найпоширенішою класифікацією подвійного оподаткування є його поділ на внутрішнє та зовнішнє. Критерієм такої класифікації є підстави виникнення та способи запобігання подвійному оподаткуванню.
Внутрішнім подвійним оподаткуванням є подвійне оподаткування в країнах, де один і той же податок справляється на рівні різних адміністративно-територіальних одиниць однієї держави. Таку подвійність в оподаткуванні можна деталізувати за вертикальним та горизонтальним принципами. В першому випадку йдеться про сплату однакового податку на державному та місцевому рівні. Наприклад, в Швеції сплачують як місцевий, так і державний податок на доходи. Причому ця ситуація не відноситься до розряду правових колізій. Вона використовується головним чином для мобілізації додаткових фінансових ресурсів і свідомо планується державою; горизонтальне подвійне оподаткування виникає на одному адміністративному рівні за рахунок різниці у визначенні об’єкта оподаткування. Наприклад, законодавство США по податкам на доходи відрізняється суттєвими відмінностями у визначенні об’єкта оподаткування у різних штатах. В одних штатах об’єктом оподаткування є доходи громадян, які отримані в його межах; в інших – тільки ті доходи, які виникли за межами штату; в третіх – оподатковуються всі доходи осіб, які проживають чи працюють в штаті і отримані ними як в самому штаті, так і за його межами. В Україні до внутрішнього подвійного оподаткування можна віднести одночасне оподаткування юридичних осіб та їх акціонерів; одночасне справляння збору за провадження деяких видів підприємницької діяльності (“мінімальний податок на прибуток”) та податку на прибуток.
Зовнішнє (міжнародне) подвійне оподаткування викликане колізією законодавства двох або більше країн. Випадків міжнародного подвійного оподаткування набагато більше, оскільки, по-перше, система оподаткування кожної країни характеризується наявністю певних власних особливостей, обумовлених різноманітними факторами, до яких можна віднести також традиції, звичаї, особливості економіки та інше; по-друге, кожна держава намагається всіма можливими засобами збільшити власні податкові надходження, і як наслідок виникають випадки багатократного міжнародного оподаткування.
В залежності від форми подвійного оподаткування, можна виділити подвійне економічне оподаткування та подвійне юридичне оподаткування.
Під подвійним економічним оподаткуванням розуміється ситуація, коли з одного і того ж доходу податок сплачують декілька його послідовних одержувачів. Подвійне економічне оподаткування пов’язане із справлянням двох і більше податків з однієї податкової бази. Це проявляється при оподаткуванні податком на прибуток підприємства, як самостійного платника, і оподаткування податком на прибуток акціонера при розподілі прибутку підприємства. Проблему економічного подвійного оподаткування можна вирішити при розробці національного податкового законодавства, в якому будуть передбачені норми, які дозволяють певним чином зарахувати податок, сплачений на рівні підприємства, при розрахунку податкових зобов'язань акціонера.
Під подвійним юридичним оподаткуванням розуміється ситуація, коли один і той же платник податків оподатковується зіставними (подібними) податками по відношенню одного і того ж об’єкта оподаткування (податкової бази) два або більш рази за один період. Причому подвійне оподаткування не є математичним подвоєнням суми податку, а є надлишковим збільшенням податкового тиску на платника податку. Наприклад, одночасне справляння збору за провадження деяких видів підприємницької діяльності (“мінімальний податок на прибуток”) та податку на прибуток підприємств.

## Уникнення подвійного оподаткування
В міжнародній практиці були вироблені способи і методи усунення подвійного оподаткування, які являють собою основу механізму податкового регулювання. На сьогоднішній день, виділяють два основні способи усунення подвійного оподаткування:
- односторонні заходи, передбачені національним податковим законодавством, які застосовуються владою даної країни без узгодження з іншими державами;
- багатосторонні заходи, які реалізуються за допомогою міжнародних угод та конвенцій про уникнення подвійного оподаткування.

В Україні, як і в інших державах, поєднуються обидва ці заходи, які доповнюють один одного, але не можуть бути взаємозамінними.
Для пом’якшення (чи усунення) ефекту подвійного оподаткування використовують такі методи:
- метод вирахування (дохід оподатковується в обох договірних країнах, але за умови вирівнювання до рівня податку в країні з меншим розміром податку);
- метод звільнення (виключення з оподатковуваної бази доходів, отриманих за кордоном та майна, яке перебуває за кордоном);
- метод податкового кредиту (залік сплачених за кордоном податків в рахунок зменшення зобов’язань платника податків по сплаті податку в своїй країні);
- метод відстрочки (відстрочення оподаткування іноземних доходів до моменту їх ввезення в країну постійного місцезнаходження платника податків);
- метод податкової знижки (податок сплачений за кордоном розглядається як витрати, на які зменшується сума доходів, що підлягають оподаткуванню).

Усунення внутрішнього подвійного оподаткування можливе виключно самостійними силами кожної окремої держави. Оскільки однією з найістотніших ознак правового простору держави є винятковий суверенітет держави над усією її територією. Підстави уникнення внутрішнього подвійного оподаткування закладені через систему принципів оподаткування в чинному законодавстві України. Важливе значення для уникнення внутрішнього подвійного оподаткування перш за все мають принципи однократності оподаткування, рівнозначності і пропорційності, рівності та економічної обґрунтованості.
Усунення зовнішнього подвійного оподаткування, на відміну від внутрішнього, може здійснюватись як самостійними зусиллями кожної держави, так і шляхом об’єднання їхніх зусиль, тобто через укладення міжнародних договорів. Укладення міжнародних договорів про уникнення подвійного оподаткування (Double Taxation Treaties, DTT) прийнято вважати основним способом запобігання виникненню випадків зовнішнього (міжнародного) подвійного оподаткування. Перша відома міжнародна податкова угода була підписана між Францією й Бельгією у 1843 році. Запровадження в кінці XIX століття податків на доходи практично у кожній державі сприяло збільшенню таких угод та виробленню базових моделей для вирішення проблеми зовнішнього подвійного оподаткування.
На початку літа 2017 року понад 70 країн приєдналися до Багатосторонньої Конвенції ОЕСР (Організація економічного співробітництва і розвитку). Мета цієї Конвенції - внести зміни в тисячі DTT по всьому світу, які більше не дозволять зловживати ними і уникати сплати податків з використанням агресивних схем.

## Уникнення подвійного оподаткування в Україні
Резиденти України, маючи справу з контрагентами з інших країн, повинні пам’ятати про можливість оптимізації податкового навантаження з допомогою механізму уникнення подвійного оподаткування. Для реалізації цього механізму достатньо отримати довідку від компетентного органу, яку навіть не у всіх випадках необхідно легалізовувати.
Основним документом для реалізації резидентами свого права, наданого двосторонніми угодами, залишається Наказ ДПА України № 173 від 12.04.2002 «Про підтвердження статусу податкового резидента України».
До країн Європи з якими діють угоди про уникнення подвійного входять: Австрія, Бельгія, Білорусь, Болгарія, Велика Британія, Греція, Данія, Естонія, Ісландія, Іспанія,  Італія, Кіпр, Латвія, Литва, Македонія, Молдова, Нідерланди, Норвегія, Польща, Португалія, Республіка Сербія, Республіка Чорногорія, Російська Федерація, Румунія, Словаччина, Словенія, Туреччина, Угорщина, Фінляндія, Франція, ФРН, Хорватія, Чехія, Швейцарія, Швеція. Серед інших країн світу слід виділити такі: Азербайджан, Алжир, Бразилія, В'єтнам, Грузія, Єгипет, Ізраїль, Індія, Індонезія, Іран, Казахстан, Канада, Китай, Республіка Корея, Кувейт, Малайзія, ОАЕ, ПАР, Сирія, Сінгапур, США, Туркменістан, Японія та ін.
Згідно ст. 103 Податкового кодексу України застосування правил міжнародного договору України здійснюється шляхом звільнення від оподаткування доходів із джерелом їх походження з України, зменшення ставки податку або шляхом повернення різниці між сплаченою сумою податку і сумою, яку нерезиденту необхідно сплатити відповідно до міжнародного договору України. Особа (податковий агент) має право самостійно застосувати звільнення від оподаткування або зменшену ставку податку, передбачену відповідним міжнародним договором України на час виплати доходу нерезиденту, якщо такий нерезидент є фактичним отримувачем (власником) доходу і є резидентом країни, з якою укладено міжнародний договір України.
Застосування міжнародного договору України в частині звільнення від оподаткування або застосування пониженої ставки податку дозволяється тільки за умови надання нерезидентом особі (податковому агенту) документа, який підтверджує статус податкового резидента. Підставою для звільнення від оподаткування доходів із джерелом їх походження з України є подання нерезидентом  особі (податковому агенту), яка виплачує йому доходи, довідки (або її нотаріально засвідченої копії), яка підтверджує, що нерезидент є резидентом країни, з якою укладено міжнародний договір України, а також інших документів, якщо це передбачено міжнародним договором України.